# Siegfried Schauzu
Siegfried Schauzu (* 21. September 1939 in Siegen) ist ein ehemaliger deutscher Motorradrennfahrer.

## Sportliche Leistungen
Siegfried Schauzu ist neben Dave Molyneux, Rob Fisher, Dave Saville und Mick Boddice einer der erfolgreichsten Gespann-Piloten in der Geschichte der seit 1907 ausgetragenen Isle of Man TT. Zwischen 1967 und 1975 fuhr er auf BMW mit den Beifahrern Horst Schneider bzw. Wolfgang Kalauch insgesamt neun Siege bei diesen Straßenrennen ein. Damit ist er der erfolgreichste deutsche Teilnehmer bei der Isle of Man TT. Schauzu wurde wegen seines einzigartigen Kurvenfahrstils als „Sideways Sid“ bekannt. Neben seinen Siegen auf der Isle of Man gewann er sechs Mal die Deutsche Seitenwagen-Meisterschaft.
Für seine sportlichen Leistungen wurde er am 1. August 1972 mit dem Silbernen Lorbeerblatt ausgezeichnet.

## Statistik

### Erfolge
- 1967 – Deutscher-Gespann-Meister auf BMW (mit Beifahrer Horst Schneider)
- 1969 – Deutscher-Gespann-Meister auf BMW (mit Beifahrer Horst Schneider)
- 1971 – Deutscher-Gespann-Meister auf BMW (mit Beifahrer Wolfgang Kalauch)
- 1972 – Deutscher-Gespann-Meister auf BMW (mit Beifahrer Wolfgang Kalauch)
- 1976 – Deutscher-Gespann-Meister auf BMW (mit Beifahrer Wolfgang Kalauch)
- 1977 – Deutscher-Gespann-Meister auf Schmid-Yamaha (mit Beifahrer Wolfgang Kalauch)

### Isle-of-Man-TT-Siege
| Jahr | Klasse                             | Beifahrer        | Maschine | Durchschnittsgeschwindigkeit |
| ---- | ---------------------------------- | ---------------- | -------- | ---------------------------- |
| 1967 | Sidecar (Gespanne)                 | Horst Schneider  | BMW      | 90,93 mph (146,34 km/h)      |
| 1968 | Sidecar 500cc (500-cm³-Gespanne)   | Horst Schneider  | BMW      | 91,09 mph (146,6 km/h)       |
| 1969 | Sidecar 750cc (750-cm³-Gespanne)   | Horst Schneider  | BMW      | 89,83 mph (144,57 km/h)      |
| 1970 | Sidecar 750cc (750-cm³-Gespanne)   | Horst Schneider  | BMW      | 90,21 mph (145,18 km/h)      |
| 1971 | Sidecar 500cc (500-cm³-Gespanne)   | Wolfgang Kalauch | BMW      | 86,21 mph (138,74 km/h)      |
| 1972 | Sidecar 500cc (500-cm³-Gespanne)   | Wolfgang Kalauch | BMW      | 91,85 mph (147,82 km/h)      |
| 1972 | Sidecar 750cc (750-cm³-Gespanne)   | Wolfgang Kalauch | BMW      | 90,97 mph (146,4 km/h)       |
| 1974 | Sidecar 750cc (750-cm³-Gespanne)   | Wolfgang Kalauch | BMW      | 96,59 mph (155,45 km/h)      |
| 1975 | Sidecar 1000cc (1000-cm³-Gespanne) | Wolfgang Kalauch | BMW      | 97,55 mph (156,99 km/h)      |

### In der Motorrad-WM
(Punkte in Klammern inklusive Streichresultate)
| Saison | Klasse      | Maschine     | Beifahrer                                                  | Siege | Podien | Punkte  | Ergebnis |
| ------ | ----------- | ------------ | ---------------------------------------------------------- | ----- | ------ | ------- | -------- |
| 1965   | Seitenwagen | BMW          | Horst Schneider                                            | 0     | 1      | 6       | 10.      |
| 1966   | Seitenwagen | BMW          | Horst Schneider                                            | 0     | 0      | 2       | 8.       |
| 1967   | Seitenwagen | BMW          | Horst Schneider                                            | 1     | 5      | 28 (32) | 3.       |
| 1968   | Seitenwagen | BMW          | Horst Schneider                                            | 1     | 3      | 19      | 3.       |
| 1969   | Seitenwagen | BMW          | Horst Schneider                                            | 0     | 3      | 38      | 4.       |
| 1970   | Seitenwagen | BMW          | Horst Schneider bzw. Peter Rutterford                      | 0     | 5      | 56 (66) | 3.       |
| 1971   | Seitenwagen | BMW          | Wolfgang Kalauch                                           | 3     | 4      | 57      | 2.       |
| 1972   | Seitenwagen | BMW          | Wolfgang Kalauch                                           | 2     | 6      | 62 (80) | 3.       |
| 1973   | Seitenwagen | BMW          | Wolfgang Kalauch                                           | 0     | 2      | 45      | 3.       |
| 1974   | Seitenwagen | BMW          | Wolfgang Kalauch                                           | 2     | 5      | 60 (70) | 2.       |
| 1975   | Seitenwagen | ARO-Fath     | Wolfgang Kalauch                                           | 0     | 0      | 8       | 20.      |
| 1976   | Seitenwagen | ARO-Fath     | Clifton Lorentz bzw. Wolfgang Kalauch                      | 0     | 1      | 32      | 5.       |
| 1977   | Seitenwagen | Yamaha       | Hartmut Schimanski bzw. Wolfgang Kalauch bzw. Lorenzo Puzo | 0     | 1      | 10      | 9.       |
| 1978   | Seitenwagen | Busch-Yamaha | Lorenzo Puzo                                               | 0     | 0      | 7       | 18.      |
| 1979   | Seitenwagen | Busch-Yamaha | Lorenzo Puzo                                               | 0     | 2      | 49      | 4.       |
| 1981   | Seitenwagen | Yamaha       | Wilfried Dietz                                             | 0     | 0      | 6       | 19.      |
| Gesamt | Gesamt      | Gesamt       | Gesamt                                                     | 9     | 38     |         |          |